# Radiopaedia
Radiopaedia 是一个非营利性的国际协作的放射学教育网站，含参考文献、放射影像维基、病人的病例。它还包含一个放射学百科全书。这是目前世界最大的一个免费的放射学相关的资源，网站有超过18000的病例和超过7700篇相关主题的论文。

## 背景
网站最初使用MediaWiki平台，维基百科也使用，但是现在运行trikeapps。在2010年几乎所有的文章和图像都来自radswiki（基于放射学教育网站类似维基）捐赠给radiopaedia。

## 目的
Radiopaedia.org根据其创始人的目标是“建立一个在线的文字和案例库。
它的目的是造福放射学工作者，它依赖于从事放射学的工作者和机构。
它是由澳大利亚神经放射科医生弗兰克·盖拉德在2005年12月成立。 它最初是澳大利亚领导的成立，但是现在有一个全球范围内的合作。其文章内容目前仅限于英语。
网站类似于维基百科，注册用户可以自由添加和编辑大多数网站内容。这样就可以逐步升级，多年来，来自社会各界的放射科医生花费时间完整其中的内容。该网站还可以让注册用户维护的教学案例。

## 编委
编辑审查委员会发展以及帮助用户保持网站内容的高品质。
当前编委（2015），包括：
- Frank Gaillard博士(主编)

编辑管理
- Jeremy Jones博士(总编辑)
- Yuranga Weerakkody博士(总编辑)
- Andrew Dixon博士(总编辑)
- Henry Knipe博士(总编辑)

部门编辑
- Tim Luijkx博士 (解剖编辑)
- Alexandra Stanislavsky 博士(乳腺影像编辑)
- Julian L. Wichmann 博士(心脏影像编辑)
- Bruno Di Muzio 博士(中枢神经系统影像编辑)
- Charlie Chia-Tsong Hsu博士 (胸部影像编辑)
- Dalia Ibrahim 博士(胃肠造影编辑)
- Praveen Jha博士 (妇科影像编辑)
- Jan Frank Gerstenmaier博士 (血液学影像编辑)
- Ahmed Abd Rabou 博士(头颈部影像编辑)
- Mohammed ElBeialy 博士(肝胆影像编辑)
- Paresh K Desai 博士(介入编辑)
- Matt Skalski 博士(肌肉骨骼影像编辑)
- Avni K P Skandhan博士 (产科影像编辑)
- Sara Wein 博士(肿瘤影像编辑)
- Maxime St-Amant博士 (儿科影像编辑)
- Andrew Ryan (病理编辑)
- Ayush Goel博士 (脊柱影像编辑)
- Ian Bickle 博士(泌尿生殖影像编辑)
- MT Niknejad 博士(血管影像编辑)

网站编委
- Prashant Mudgal博士 (网站编辑)
- Aditya Shetty 博士(网站编辑)
- Matt A Morgan博士 (网站编辑)
- Calvin Gan 博士(副主编)
- Brendan Friesen博士 (副主编)
- Amir Rezaee 博士(副主编)
- Matthew Andrews博士 (副主编)
- Aaron Wong博士 (副主编)

## iPhone, iPad and iOS应用程序
2009年，第一Radiopaedia iPhone应用程序发布。
软件包含：
- 大脑
- 胃肠道和肝胆
- 肌肉骨骼
- 儿科
- 胸部
- 头颈

软件有两种版本：
- LITE : 10
- FULL : 50–80 cases

iPad应用在2010年中期发布。这些当前已发布
- 大脑
- 头颈
- 肌肉骨骼

在2012年，Radiopaedia发布了iOS的应用程序的新版本。

## 版权
网站的大部分内容的版权遵循创作共用授权